# Podocarpus elongatus
Podocarpus elongatus är en barrträdart som först beskrevs av William Aiton, och fick sitt nu gällande namn av L'herit. och Christiaan Hendrik Persoon. Podocarpus elongatus ingår i släktet Podocarpus och familjen Podocarpaceae. IUCN kategoriserar arten globalt som livskraftig. Inga underarter finns listade i Catalogue of Life.

## Bildgalleri

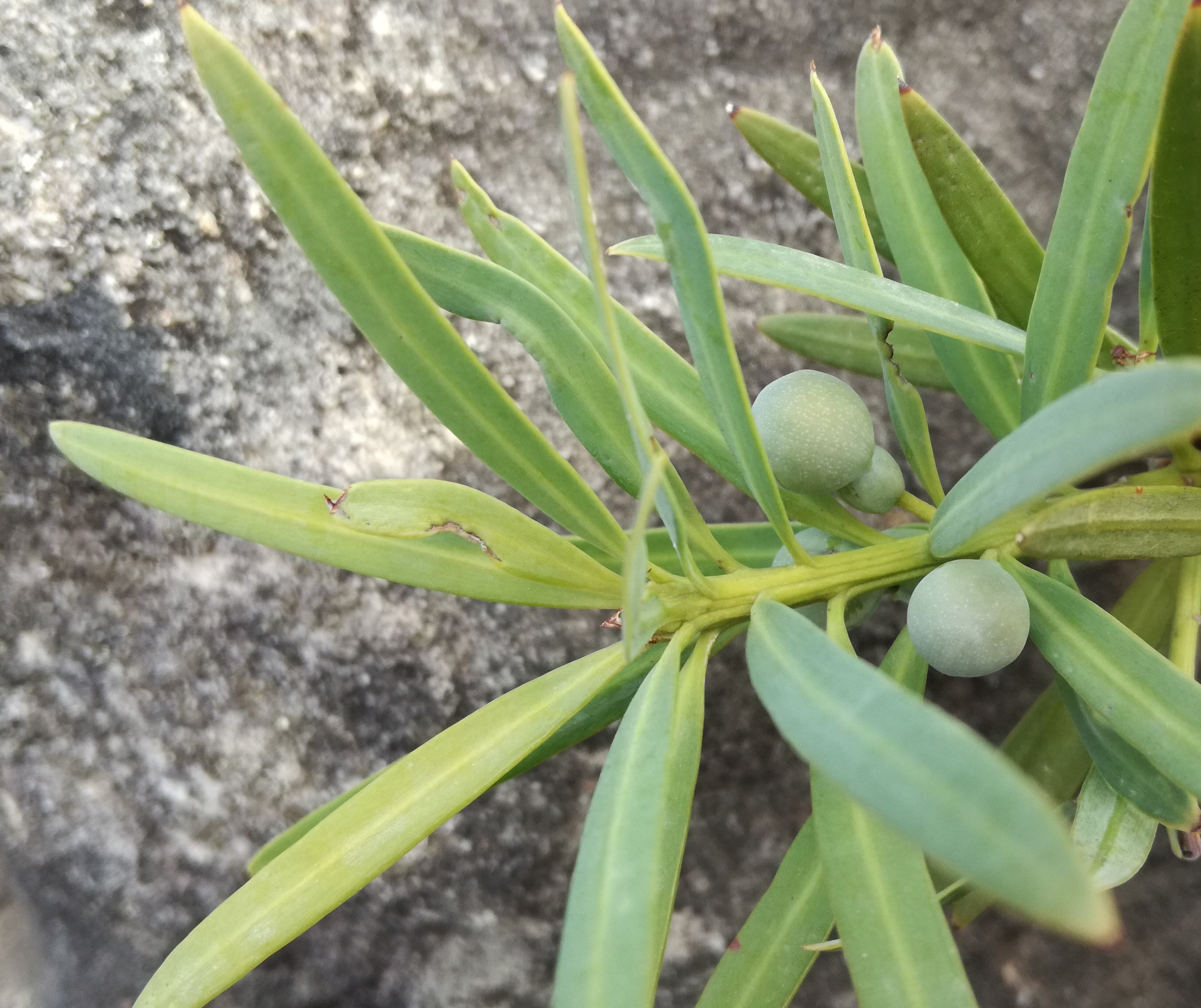